# Ким Чхонха
Ким Чхонха (кор. 김청하; англ. Kim Chung Ha; при рождении Ким Чханми  (кор. 김찬미); род. 9 февраля 1996 года), мононимно известна как Чхонха (стилизуется CHUNG HA) – южнокорейская певица, танцовщица, автор песен и хореограф. Финалистка шоу на выживания от Mnet Produce 101 и бывшая участница временной гёрл-группы I.O.I. В 2017 году дебютировала сольно с мини-альбомом Hands on Me.

## Биография

### Ранняя жизнь
Ким Чхонха родилась 9 февраля 1996 года, в Южной Корее. Она жила в Далласе, штат Техас, в течение восьми лет, прежде чем вернуться в Южную Корею, чтобы стать певицей. Она может свободно говорить как по-английски, так и по-корейски.
Она прослушивалась в YG Entertainment и была  стажером в JYP Entertainment, прежде чем присоединиться к ее нынешнему агентству MNH Entertainment.
Она стажировалась в течение трёх лет, прежде чем дебютировать, и танцевала в течение 6-7 лет. Она показала на сцене, что она почти бросила танцевать из-за финансовых проблем, но она попросила свою семью позволить ей продолжать, поскольку она была уверена в этом.

### 2016–2017: Produce 101 и I.O.I

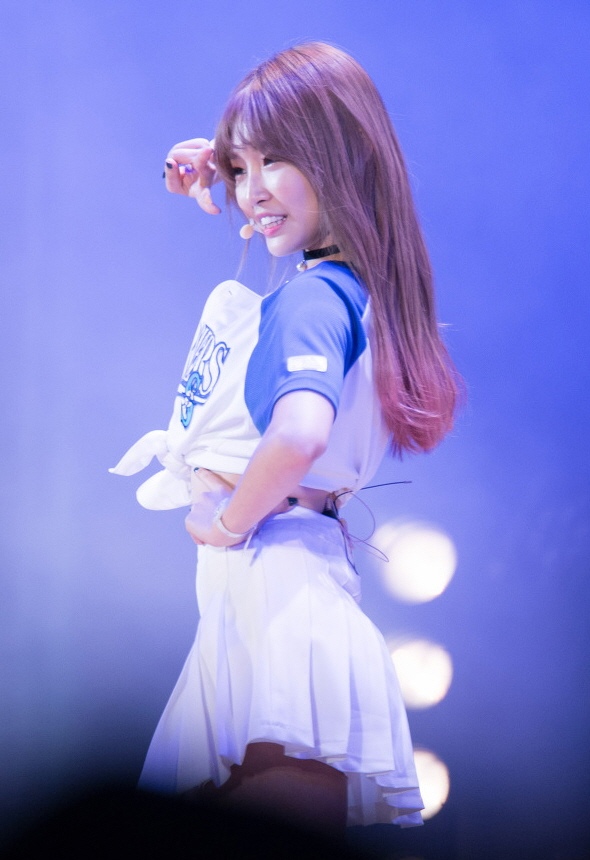
Чхонха выступает в составе I.O.I в 2016 году.

С 22 января по 1 апреля 2016 года Чхонха представляла M&H Entertainment на реалити-шоу Produce 101. Она заняла четвертое место и дебютировала 4 мая с временной гёрл-группой I.O.I и с мини-альбомом Chrysalis. 10 июня YMC Entertainment объявил что Чхонха будет продвигаться в саб-юните I.O.I вместе с другими семью участницами группы. Они выпустили свой второй сингл «Whatta Man» летом 2016 года.
Сингл стал коммерческим успехом, достигнув пика на 2-м месте в Gaon Digital Chart и Gaon Album Chart, за его цифровые (загрузки и потоковая передача) и физические продажи.
30 июня стало известно, что Чхонха появится в корейской дораме Entourage вместе с одногрупницей Наён в качестве камео. 24 июля она стала участницей в танцевальном шоу на выживание Hit The Stage. 17 августа было объявлено, что Чхонха будет сотрудничать с коллегами по группе Чхве Юджон, Чон Соми и участницей DIA Ки Хихён для цифрового сингла «Flower, Wind and You», который был спродюсирован Boi B. 21 декабря 2016 года M&H Entertainment подтвердил, что Чхонха дебютирует в качестве сольного исполнителя, в начале 2017 года после продвижения с  I.O.I. 23 декабря Чхонха сотрудничала с Хо Чжон Ын и группой HALO, для праздничной песни «Snow in This Year», которая была показана в корейской дораме My Fair Lady.
10 января было объявлено, что она была выбрана в качестве ведущего для Ah! Sunday - A Running Miracle. Чхонха показала публике, как улучшить свою физическую форму с помощью бега трусцой и принимала команду претендентов под ее крылом для шоу. 21 апреля она выпустила свой дебютный сингл под названием «Week», на официальном аккаунте M&H Entertainment, а 7 июня был выпущен её первый мини-альбом Hands on Me с ведущим синглом «Why Don't You Know». Она фигурировала в сольном дебютном альбоме Самуэля под названием Sixteen с треком «With U» и в сингле Babylon «La La La».  22 ноября вышел первый эпизод её реалити-шоу Chungha's Free Month.

### 2018–2019:Offset,Blooming Blue,Flourishing

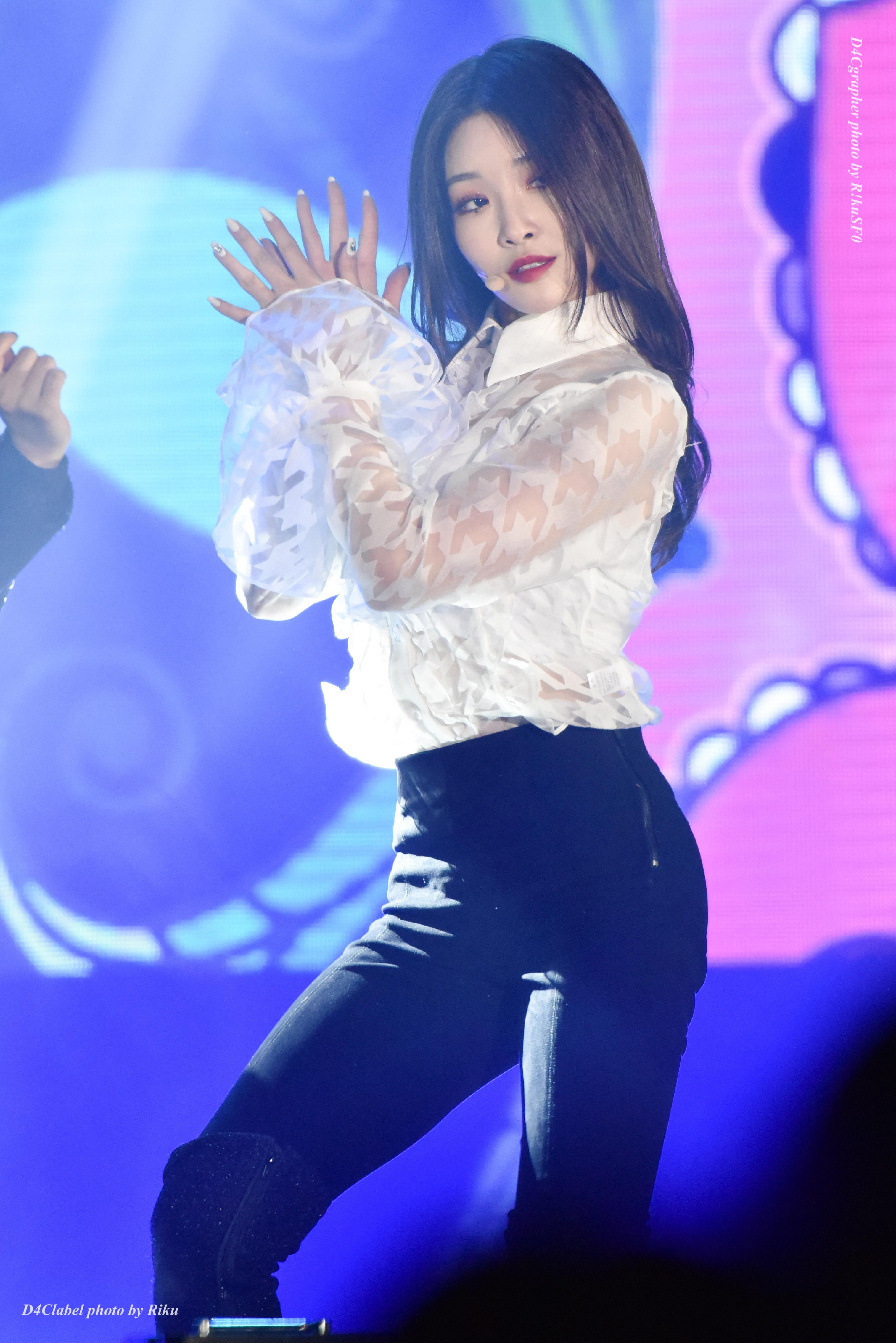
Чхонха выступает на Зимних Паралимпийских играх, 3 марта 2018 года.

Чхонха выпустила свой второй мини-альбом Offset 17 января 2018 года. Альбом содержит пять треков, включая заглавный трек «Roller Coaster».
26 июня MNH Entertainment подтвердил, что она вернется[откуда?] 18 июля со своим третьим мини-альбомом под названием Blooming Blue, с «Love U» в качестве ведущего сингла. Чхонха стала послом Сеульского международного архитектурного кинофестиваля в октябре того же года. 8 августа было объявлено, что она присоединится к проекту SM Station X 0, состоящей из Сыльги из Red Velvet, Соён из (G)I-DLE и Синби из GFriend под названием Station Young для проекта SM Entertainment. Они выпустили свой сингл «Wow Thing» 28 сентября. Чхонха сотрудничала с  Йесоном из Super Junior с песней «Whatcha Doin», с музыкальным видео, выпущенным 16 декабря.
2 января 2019 года она выпустила сингл, «Gotta Go». 9 января Чхонха выиграла свой первый в истории трофей в музыкальной программе на Music Show Champion.
Она участвовала в новом сингле участника VIXX Рави, «Live», который был выпущен 18 февраля.
24 июня состоялся релиз четвёртого мини-альбома Flourishing с ведущим синглом «Snapping». Песня заняла первое место на шоу Show Champion 3 июля. В августе она присоединилась к линейке саундтреков к телесериалу «Отель дель Луна». Трек под названием «At the End» был выпущен 3 августа. Чхонха сотрудничала с Grizzly в сингле «Run», выпущенном 22 августа, и с Mommy Son в сингле «Fast», выпущенном в сентябре для JTBC Seoul Marathon. В октябре Чхонха сотрудничала с индонезийским рэпером Rich Brian над синглом «These Nights». Трек служит синглом для второго сборника альбома 88rising, Head in the Clouds II.

### 2020–настоящее время: Пре-релизные синглы, продвижение в США иQuerencia

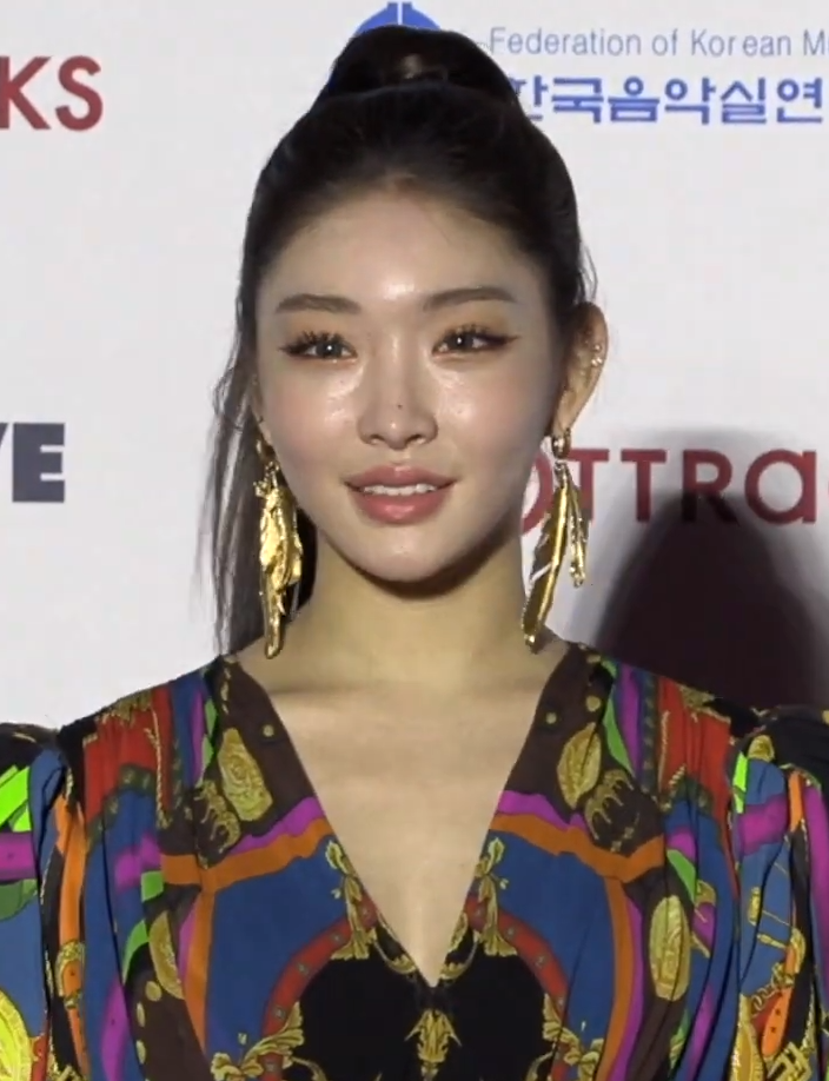
Чхонха на Gaon Music Awards 8 января 2020 года.

21 января 2020 года Чхонха и Пол Ким выпустили сингл «Loveship». 4 февраля она выпустила сингл «My Love» саундтрек к дораме Dr. Romantic 2. 29 февраля Чхонха выпустила сингл «Everybody Has», в рамках проекта MNH Entertainment. 10 марта Чхонха подписала контракт с американским лейблом ICM Partners, для глобального продвижения.
В апреле Чхонха сотрудничала с Чанмином из TVXQ над песней «Lie». Песня была включена в дебютный альбом Чанмина Chocolate. 27 апреля Чхонха выпустила первый пред-релизный сингл «Stay Tonight», для предстоящего первого студийного альбома.
Чхонха выпустила сингл «My Friend» с ph-1, спродюсированный Zion.T 30 мая. Затем она сотрудничала со Sprite над промо-синглом «Be Yourself» 9 июня. Сингл также был частью проекта MNH New.wav. 6 июля Чхонха выпустила второй пред-релизный сингл «Play». Макси-сингл, состоящий из двух предварительно выпущенных синглов, занял 7-ю строчку в чарте альбомов Gaon с 12 613 продажами. Было объявлено, что Чхонха будет участвовать в шоу «Закон джунглей в дикой Корее».
14 сентября она выпустила саундтрек к «You're In My Soul», телесериалу «Рекорд молодости». Чхонха  сотрудничала с датским певцом Кристофером над синглом «Bad Boy». Концертная версия была выпущена 23 сентября, а музыкальное видео - 25 сентября. Чхонха подписала контракт с 88rising в ноябре. 27 ноября она выпустила цифровой сингл «Dream of You», при участии голландского диджея R3hab.
7 декабря было подтверждено, что у Чхонхи положительный результат на COVID-19. Вся ее деятельность временно прекращена, и в настоящее время она находится на самоизоляции. Она также пропустила прямую пресс-конференцию для нового шоу «Бегущие девушки». Четвёртый пре-релизный сингл «X», был отложен вместе с первым полноформатным альбом Querencia.
15 февраля 2021 года был выпущен первый полноформатным альбом Querencia с ведущим синглом «Bicycle».
Чхонха приняла участие в сингле Рейна «Why Don't We», который является заглавным треком для его третьего мини-альбома Pieces by Rain. Альбом был выпущен 3 марта. Чхонха и участницы I.O.I отпраздновали свою 5-ю годовщину дебюта в прямом эфире 4 мая.
8 июня Чхонха сотрудничала с Colde над синглом «My Lips Like Warm Coffee». Затем она участвовала в саундтреке к фильму One the Woman с синглом «Someday». В октябре Чхонха специально сотрудничала с танцевальной командой LACHICA над синглом «Bad Girl» для специального выпуска Street Woman Fighter.
29 ноября 2021 года Чхонха выпустила специальный сингл «Killing Me».
11 июля 2022 года Чхонха выпустила первую часть своего второго полноформатного альбома Bare & Rare с ведущим синглом «Sparkling».
В январе 2023 года агентство подтвердило, что Чхонха решила не продлевать свой контракт и расторгла его в марте.

## Влияние
Чхонха заявила, что певица IU является ее образцом для подражания, поскольку она восхищается тем, как она умеет петь, танцевать и многое другое. Она также заявила, что певица и автор песен BoA является одним из ее образцов для подражания.

## Рекламные бренды
В 2018 году Чхонха стала моделью для коллекции аксессуаров S/S Jill Stuart.
В мае 2019 года Sprite Korea объявили Чхонху новой моделью и лицом бренда, вместе с актером Чан Ки Ёном.

## Дискография

### Студийные альбомы
- Querencia (2021)
- Bare & Rare (2022)

### Мини-альбомы
- Hands on Me (2017)
- Offset (2018)
- Blooming Blue (2018)
- Flourishing (2019)
- Alivio (2025)[68]

## Фильмография

### Телевизионные сериалы
| Год  | Название                          | Телеканал       | Роль      | Примечание               | Ссылка |
| ---- | --------------------------------- | --------------- | --------- | ------------------------ | ------ |
| 2016 | Красавцы                          | tvN             | Саму себя | 1эпизодвместе с Лим Наён | [ 69 ] |
| 2017 | Команда айдолов-создателей дорамы | KBS             | Саму себя | 5–6 эпизоды              | [ 70 ] |
| 2018 | Штаб-квартира YG                  | Netflix         | Саму себя | 4 эпизод                 | [ 71 ] |
| 2018 | Топ-менеджмент                    | YouTube Premium | Саму себя | 14 эпизод                | [ 72 ] |

### Телевизионные шоу
| Год  | Название                         | Телеканал | Роль             | Примечание                                                                        | Ссылка               |
| ---- | -------------------------------- | --------- | ---------------- | --------------------------------------------------------------------------------- | -------------------- |
| 2016 | Produce 101                      | Mnet      | Участница        | Шоу на выживание, в котором участвовали I.O.I участники, финишировала на 4 месте. | [ 5 ] [ 73 ]         |
| 2016 | Зажги сцену                      | Mnet      | Участница        |                                                                                   | [ 8 ]                |
| 2017 | Ah! Sunday – A Running Miracle   | EBS       | Гость            |                                                                                   | [ 12 ]               |
| 2017 | Певец в маске                    | MBC       | Участница        |                                                                                   | [ 74 ]               |
| 2017 | Please Take Care of My Vanity    | Fashion   | Гость            |                                                                                   | [ 75 ]               |
| 2017 | Chungha's Free Month             | —         |                  | Документальный                                                                    | [ 76 ]               |
| 2018 | Реальная жизнь мужчины и женщины | MBN       | Актерский состав |                                                                                   | [ 77 ]               |
| 2018 | Звонок                           | Mnet      | Актерский состав |                                                                                   | [ 78 ] [ 79 ]        |
| 2020 | Законы джунглей в Корее          | SBS       | Актерский состав |                                                                                   | [ 80 ] [ 81 ] [ 82 ] |
| 2020 | Бегущие девушки                  | Mnet      | Актерский состав |                                                                                   | [ 83 ]               |

### Радио
| Год       | Название | Телеканал | Примечания | Ссылки |
| --------- | -------- | --------- | ---------- | ------ |
| 2017–2019 | Listen   | EBS       | DJ         | [ 84 ] |